# Epiphragma (Eupolyphragma) hastatum
Epiphragma (Eupolyphragma) hastatum is een tweevleugelige uit de familie steltmuggen (Limoniidae). De soort komt voor in het Oriëntaals gebied.